# Rosa Maria Reyes
Rosa « Rosie » Maria Reyes, née le 23 mars 1939 à Mexico et morte le 4 janvier 2024, est une joueuse de tennis mexicaine. Elle devient française à la suite de son mariage avec Pierre Darmon, en 1960, concourant dès lors en compétition sous le nom de Rosie Darmon. Elle a joué de la fin des années 1950, avant les débuts de l'ère Open, jusqu'à la fin des années 1970, à plus de quarante ans.

## Biographie
Rosie Darmon s'est essentiellement illustrée dans les épreuves nationales. Elle a ainsi été championne de France de tennis en simple en 1968, et en double dames à neuf reprises consécutives, de 1972 à 1980, avec Gail Sherriff.
Associée à Yola Ramírez, elle a remporté Roland-Garros en double dames en 1958, battant Mary Bevis Hawton et Thelma Coyne Long à la conclusion. Avec la même partenaire, elle a atteint la finale en 1957 et 1959.
En double mixte, elle s'est inclinée en finale, avec Marcello Lara, contre la paire Martina Navrátilová-Iván Molina en 1974.

## Palmarès (partiel)

### Finale en simple dames
| No | Date       | Nom et lieu du tournoi                 | Catégorie | Surface      | Vainqueure    | Score    |          |
| -- | ---------- | -------------------------------------- | --------- | ------------ | ------------- | -------- | -------- |
| 1  | 15-04-1968 | Trophée Raquette d'Or, Aix-en-Provence |           | Terre (ext.) | Gail Sherriff | 6-3, 6-1 | Parcours |

### Titres en double dames
| No | Date       | Nom et lieu du tournoi                | Catégorie     | Surface      | Partenaire      | Finalistes                              | Score         |          |
| -- | ---------- | ------------------------------------- | ------------- | ------------ | --------------- | --------------------------------------- | ------------- | -------- |
| 1  | 04-07-1957 | Swedish Hard Court Båstad             |               | Terre (ext.) | Yola Ramírez    | Shirley Bloomer Solveig Gustafsson      | 6-4, 4-6, 7-5 |          |
| 2  | 07-04-1958 | Trophée Raquette d'Or Aix-en-Provence |               | Terre (ext.) | Yola Ramírez    | Mimi Arnold Martha Peterdy              | 8-6, 6-3      | Parcours |
| 3  | 20-05-1958 | Internationaux de France Paris        | G. Chelem     | Terre (ext.) | Yola Ramírez    | Mary Bevis Hawton Thelma Coyne Long     | 6-4, 7-5      | Parcours |
| 4  | 04-05-1959 | Italian Championships Rome            |               | Terre (ext.) | Yola Ramírez    | Maria Bueno Janet Hopps                 | 4-6, 6-4, 6-4 | Parcours |
| 5  | 15-07-1968 | Swiss Open Championships Gstaad       |               | Terre (ext.) | Annette Van Zyl | Helen Amos Elena Subirats               | 6-1, 6-3      | Parcours |
| 6  | 28-10-1968 | Jeux olympiques d'été Mexico          | J. olympiques | Terre (ext.) | Julie Heldman   | Peaches Bartkowicz · Valerie Ziegenfuss | 6-0, 10-8     | Parcours |

### Finales en double dames
| No | Date       | Nom et lieu du tournoi                | Catégorie     | Surface      | Vainqueures                         | Partenaire     | Score          |          |
| -- | ---------- | ------------------------------------- | ------------- | ------------ | ----------------------------------- | -------------- | -------------- | -------- |
| 1  | 1957       | Internationaux d'Italie Rome          |               | Terre (ext.) | Mary Bevis Hawton Thelma Coyne Long | Yola Ramírez   | 6-1, 6-1       |          |
| 2  | 20-05-1957 | Internationaux de France Paris        | G. Chelem     | Terre (ext.) | Shirley Bloomer Darlene Hard        | Yola Ramírez   | 7-5, 4-6, 7-5  | Parcours |
| 3  | 19-05-1959 | Internationaux de France Paris        | G. Chelem     | Terre (ext.) | Sandra Reynolds Renee Schuurman     | Yola Ramírez   | 2-6, 6-0, 6-1  | Parcours |
| 4  | 21-09-1964 | Pacific Coast Championships Berkeley  |               | Dur (ext.)   | Rita Bentley Judy Tegart            | Jane Albert    | 4-6, 10-8, 6-3 | Parcours |
| 5  | 29-03-1965 | Pan-American Championships Mexico     |               | Terre (ext.) | Margaret Smith Lesley Turner        | Patricia Reyes | 6-4, 6-0       | Parcours |
| 6  | 15-04-1968 | Trophée Raquette d'Or Aix-en-Provence |               | Terre (ext.) | Marilyn Aschner Gail Sherriff       | Edda Buding    | 8-6, 6-3       | Parcours |
| 7  | 14-10-1968 | Jeux olympiques d'été Guadalajara     | J. olympiques | Terre (ext.) | Edda Buding · Helga Masthoff        | Julie Heldman  | 6-3, 6-4       | Parcours |
| 8  | 12-04-1976 | Monte Carlo Open Monte-Carlo          |               | Terre (ext.) | Katja Ebbinghaus Helga Masthoff     | Gail Sherriff  | 6-3, 7-5       |          |

### Titres en double mixte
| No | Date       | Nom et lieu du tournoi                | Catégorie | Surface      | Partenaire          | Finalistes                    | Score         |          |
| -- | ---------- | ------------------------------------- | --------- | ------------ | ------------------- | ----------------------------- | ------------- | -------- |
| 1  | 22-04-1957 | Trophée Raquette d'Or Aix-en-Provence |           | Terre (ext.) | Jorgen Ulrich       | Yola Ramírez François Garnero | 0-6, 6-3, 8-6 | Parcours |
| 2  | 04-05-1959 | Italian Championships Rome            |           | Terre (ext.) | Francisco Contreras | Yola Ramírez William Knight   | 9-7, 6-1      | Parcours |

### Finale en double mixte
| No | Date       | Nom et lieu du tournoi | Catégorie | Surface      | Vainqueures                     | Partenaire    | Score    |          |
| -- | ---------- | ---------------------- | --------- | ------------ | ------------------------------- | ------------- | -------- | -------- |
| 1  | 03-06-1974 | Roland-Garros Paris    | G. Chelem | Terre (ext.) | Martina Navrátilová Iván Molina | Marcello Lara | 6-3, 6-3 | Parcours |

## Parcours en Grand Chelem (partiel)

### En simple dames
| Année | Championnat d'Australie Open d'Australie | Championnat d'Australie Open d'Australie | Internationaux de France | Internationaux de France | Wimbledon       | Wimbledon        | US National US Open | US National US Open |
| 1956  | -                                        | -                                        | -                        | -                        | -               | -                | 3e tour (1/8)       | Louise Brough       |
| 1957  | -                                        | -                                        | 1er tour (1/32)          | Erika Obst               | 1/4 de finale   | Dorothy Knode    | -                   | -                   |
| 1958  | -                                        | -                                        | 1/4 de finale            | Shirley Bloomer          | 3e tour (1/16)  | Fay Muller       | -                   | -                   |
| 1959  | -                                        | -                                        | 1/2 finale               | Zsuzsa Körmöczy          | 4e tour (1/8)   | Sandra Reynolds  | -                   | -                   |
| 1960  | -                                        | -                                        | 1er tour (1/32)          | Françoise Lemal          | -               | -                | -                   | -                   |
| 1961  | -                                        | -                                        | 3e tour (1/16)           | Věra Suková              | 1er tour (1/64) | Karen Hantze     | -                   | -                   |
| 1962  | -                                        | -                                        | 2e tour (1/32)           | Donna Floyd              | 2e tour (1/32)  | Heather Segal    | -                   | -                   |
| 1963  | -                                        | -                                        | 2e tour (1/32)           | Robyn Ebbern             | -               | -                | -                   | -                   |
| 1964  | -                                        | -                                        | -                        | -                        | 2e tour (1/32)  | Helga Masthoff   | 1er tour (1/64)     | Kathleen Harter     |
| 1965  | 2e tour (1/16)                           | Judy Tegart                              | 1er tour (1/64)          | Esme Emanuel             | 1er tour (1/64) | Joyce Barclay    | -                   | -                   |
| 1966  | -                                        | -                                        | 2e tour (1/32)           | Frances McLennan         | 2e tour (1/32)  | Rosie Casals     | -                   | -                   |
| 1967  | -                                        | -                                        | 3e tour (1/16)           | Virginia Wade            | -               | -                | -                   | -                   |
| 1968  | -                                        | -                                        | 4e tour (1/8)            | Vlasta Kodesova          | 1er tour (1/64) | Pat Walkden      | -                   | -                   |
| 1969  | -                                        | -                                        | 1er tour (1/32)          | Fay Toyne                | 3e tour (1/16)  | Ann Haydon-Jones | -                   | -                   |
| 1971  | -                                        | -                                        | 1er tour (1/32)          | Wendy Gilchrist          | 1er tour (1/64) | Rosie Casals     | -                   | -                   |
| 1973  | -                                        | -                                        | 1er tour (1/32)          | Patricia Coleman         | -               | -                | -                   | -                   |
| 1974  | -                                        | -                                        | 1er tour (1/32)          | Helga Masthoff           | -               | -                | -                   | -                   |
| 1975  | -                                        | -                                        | 2e tour (1/16)           | Donna Ganz               | 2e tour (1/32)  | V. Ziegenfuss    | -                   | -                   |

À droite du résultat, l’ultime adversaire.

### En double dames
| Année | Championnat d'Australie Open d'Australie (janvier) | Championnat d'Australie Open d'Australie (janvier) | Internationaux de France    | Internationaux de France  | Wimbledon                     | Wimbledon                   | US National US Open | US National US Open | Championnat d'Australie Open d'Australie (décembre) | Championnat d'Australie Open d'Australie (décembre) |
| 1957  | -                                                  | -                                                  | Finale Yola Ramírez         | S. Bloomer Darlene Hard   | 1/2 finale Yola Ramírez       | Mary Bevis Thelma Coyne     | -                   | -                   | n/a                                                 | n/a                                                 |
| 1958  | -                                                  | -                                                  | Victoire Yola Ramírez       | Mary Bevis Thelma Coyne   | 1/2 finale Yola Ramírez       | M. Osborne M. Varner        | -                   | -                   | n/a                                                 | n/a                                                 |
| 1959  | -                                                  | -                                                  | Finale Yola Ramírez         | S. Reynolds R. Schuurman  | 1/2 finale Yola Ramírez       | Beverly Baker C. Truman     | -                   | -                   | n/a                                                 | n/a                                                 |
| 1961  | -                                                  | -                                                  | 1/4 de finale Yola Ramírez  | Mimi Arnold E. Starkie    | 1/4 de finale Yola Ramírez    | Jan Lehane M. Smith         | -                   | -                   | n/a                                                 | n/a                                                 |
| 1962  | -                                                  | -                                                  | 1er tour (1/32) Aline Nenot | L. Cawthorn F. McLennan   | 3e tour (1/8) Jill Blackman   | J. Bricka M. Smith          | -                   | -                   | n/a                                                 | n/a                                                 |
| 1963  | -                                                  | -                                                  | 1er tour (1/16) P. Tacchini | Judy Alvarez Judy Tegart  | -                             | -                           | -                   | -                   | n/a                                                 | n/a                                                 |
| 1964  | -                                                  | -                                                  | 3e tour (1/8) M. Salfati    | Jan Lehane Judy Tegart    | 2e tour (1/16) P. Watermeyer  | Maria Bueno Robyn Ebbern    | -                   | -                   | n/a                                                 | n/a                                                 |
| 1965  | 1/2 finale C. Caldwell                             | M. Smith Lesley Turner                             | 2e tour (1/16) Schildknecht | Elly Krocké Joyce Barclay | 2e tour (1/16) Schildknecht   | Carol Rosser Virginia Wade  | -                   | -                   | n/a                                                 | n/a                                                 |
| 1966  | -                                                  | -                                                  | 2e tour (1/16) P. Reyes     | Norma Baylon A. Van Zyl   | -                             | -                           | -                   | -                   | n/a                                                 | n/a                                                 |
| 1967  | -                                                  | -                                                  | 3e tour (1/8) M. Salfati    | K. Krantzcke K. Melville  | -                             | -                           | -                   | -                   | n/a                                                 | n/a                                                 |
| 1968  | -                                                  | -                                                  | 1/4 de finale J. Lieffrig   | A. Van Zyl Pat Walkden    | 1er tour (1/32) J. Lieffrig   | F. Dürr Ann Haydon          | -                   | -                   | n/a                                                 | n/a                                                 |
| 1969  | -                                                  | -                                                  | 1/2 finale Gail Sherriff    | F. Dürr Ann Haydon        | 3e tour (1/8) Lea Pericoli    | Gail Sherriff C. Sherriff   | -                   | -                   | n/a                                                 | n/a                                                 |
| 1971  | -                                                  | -                                                  | 3e tour (1/8) J. Lieffrig   | Lesley Turner Lesley Hunt | -                             | -                           | -                   | -                   | n/a                                                 | n/a                                                 |
| 1972  | -                                                  | -                                                  | 2e tour (1/8) Gail Sherriff | B. J. King Betty Stöve    | 1er tour (1/32) Gail Sherriff | Julie Anthony K. Kemmer     | -                   | -                   | n/a                                                 | n/a                                                 |
| 1973  | -                                                  | -                                                  | 2e tour (1/8) M. Simionescu | Navrátilová R. Tomanová   | -                             | -                           | -                   | -                   | n/a                                                 | n/a                                                 |
| 1974  | -                                                  | -                                                  | 1/4 de finale F. Guedy      | Navrátilová R. Tomanová   | -                             | -                           | -                   | -                   | n/a                                                 | n/a                                                 |
| 1975  | -                                                  | -                                                  | 2e tour (1/8) N. Fuchs      | Sue Barker Glynis Coles   | 3e tour (1/8) M. Neumanova    | Julie Anthony Olga Morozova | -                   | -                   | n/a                                                 | n/a                                                 |
| 1977  | -                                                  | -                                                  | 1er tour (1/16) D. Beillan  | L. Charles Sue Mappin     | -                             | -                           | -                   | -                   | -                                                   | -                                                   |
| 1980  | n/a                                                | n/a                                                | 1er tour (1/16) Maria Bueno | Mima Jaušovec Betty Stöve | -                             | -                           | -                   | -                   | -                                                   | -                                                   |

Sous le résultat, la partenaire ; à droite, l’ultime équipe adverse.

### En double mixte
| Année | Championnat d'Australie Open d'Australie (janvier), | Championnat d'Australie Open d'Australie (janvier), | Internationaux de France      | Internationaux de France    | Wimbledon                     | Wimbledon                   | US National US Open         | US National US Open       | Championnat d'Australie Open d'Australie (décembre), | Championnat d'Australie Open d'Australie (décembre), |
| 1957  | -                                                   | -                                                   | 3e tour (1/8) Esteban Reyes   | Edda Buding Luis Ayala      | -                             | -                           | -                           | -                         | n/a                                                  | n/a                                                  |
| 1961  | -                                                   | -                                                   | 3e tour (1/8) M. Mulligan     | Maria Bueno Robert Howe     | 2e tour (1/32) Esteban Reyes  | L. Hutchings Adrian Bey     | -                           | -                         | n/a                                                  | n/a                                                  |
| 1962  | -                                                   | -                                                   | 1/2 finale Pierre Darmon      | R. Schuurman Robert Howe    | 3e tour (1/16) Pierre Darmon  | Maria Bueno Robert Howe     | -                           | -                         | n/a                                                  | n/a                                                  |
| 1963  | -                                                   | -                                                   | -                             | -                           | 4e tour (1/8) Pierre Darmon   | Lesley Turner Fred Stolle   | -                           | -                         | n/a                                                  | n/a                                                  |
| 1964  | -                                                   | -                                                   | 2e tour (1/16) A. Palafox     | C. Coronado J. E. Mandarino | 2e tour (1/32) Pierre Darmon  | M. Salfati M. Leclercq      | 2e tour (1/8) Pierre Darmon | B. J. Moffitt J. Cromwell | n/a                                                  | n/a                                                  |
| 1965  | 3e tour (1/8) Pierre Darmon                         | Gail Sherriff Tom Okker                             | 2e tour (1/16) P. Rodríguez   | Edda Buding Ingo Buding     | -                             | -                           | -                           | -                         | n/a                                                  | n/a                                                  |
| 1966  | -                                                   | -                                                   | 3e tour (1/8) Pierre Darmon   | J. Lieffrig Daniel Contet   | -                             | -                           | -                           | -                         | n/a                                                  | n/a                                                  |
| 1967  | -                                                   | -                                                   | 3e tour (1/8) Pierre Darmon   | C. Truman Robert Howe       | -                             | -                           | -                           | -                         | n/a                                                  | n/a                                                  |
| 1968  | -                                                   | -                                                   | 1/4 de finale Pierre Darmon   | B. J. King Owen Davidson    | 2e tour (1/32) Pierre Darmon  | Laura Rossouw Rohan Summers | -                           | -                         | n/a                                                  | n/a                                                  |
| 1969  | -                                                   | -                                                   | 2e tour (1/16) Pierre Darmon  | Nancy Richey Cliff Richey   | -                             | -                           | -                           | -                         | n/a                                                  | n/a                                                  |
| 1970  | n/a                                                 | n/a                                                 | 1er tour (1/32) Pierre Darmon | E. Polgár Péter Szőke       | -                             | -                           | -                           | -                         | n/a                                                  | n/a                                                  |
| 1971  | n/a                                                 | n/a                                                 | 3e tour (1/8) Viktor Egorov   | Lesley Turner Bill Bowrey   | -                             | -                           | -                           | -                         | n/a                                                  | n/a                                                  |
| 1972  | n/a                                                 | n/a                                                 | 2e tour (1/8) Robert Howe     | E. Goolagong Kim Warwick    | -                             | -                           | -                           | -                         | n/a                                                  | n/a                                                  |
| 1973  | n/a                                                 | n/a                                                 | 1/4 de finale Marcello Lara   | Betty Stöve P. Dominguez    | 3e tour (1/16) Marcello Lara  | Wendy Overton Neale Fraser  | -                           | -                         | n/a                                                  | n/a                                                  |
| 1974  | n/a                                                 | n/a                                                 | Finale Marcello Lara          | Navrátilová Iván Molina     | -                             | -                           | -                           | -                         | n/a                                                  | n/a                                                  |
| 1975  | n/a                                                 | n/a                                                 | 2e tour (1/8) Marcello Lara   | P. Teeguarden Jaime Fillol  | 1er tour (1/32) Marcello Lara | B. J. King Tony Roche       | -                           | -                         | n/a                                                  | n/a                                                  |
| 1977  | n/a                                                 | n/a                                                 | 1/4 de finale Ricardo Cano    | Diane Evers Cliff Letcher   | -                             | -                           | -                           | -                         | n/a                                                  | n/a                                                  |
| 1978  | n/a                                                 | n/a                                                 | 1er tour (1/16) J. Reyes      | P. Bostrom William Lloyd    | -                             | -                           | -                           | -                         | n/a                                                  | n/a                                                  |
| 1979  | n/a                                                 | n/a                                                 | 1er tour (1/16) Jean Lovera   | A. Nasuelli Pierre Joly     | -                             | -                           | -                           | -                         | n/a                                                  | n/a                                                  |

Sous le résultat, le partenaire ; à droite, l’ultime équipe adverse.

## Parcours aux Jeux olympiques

### En simple dames
| # | Date       | Nom de l'olympiade                 | Surface      | Résultat      | Ultime adversaire | Score         |          |
| - | ---------- | ---------------------------------- | ------------ | ------------- | ----------------- | ------------- | -------- |
| 1 | 14/10/1968 | Jeux olympiques d'été, Guadalajara | Terre (ext.) | 1/4 de finale | Julie Heldman     | 6-3, 6-3      | Parcours |
| 2 | 28/10/1968 | Jeux olympiques d'été, Mexico      | Terre (ext.) | 1/4 de finale | Suzana Petersen   | 7-5, 5-7, 6-4 | Parcours |

### En double dames
| # | Date       | Nom de l'olympiade                | Surface      | Résultat | Partenaire    | Ultimes adversaires                     | Score     |          |
| - | ---------- | --------------------------------- | ------------ | -------- | ------------- | --------------------------------------- | --------- | -------- |
| 1 | 14/10/1968 | Jeux olympiques d'été Guadalajara | Terre (ext.) | Argent   | Julie Heldman | Edda Buding · Helga Masthoff            | 6-3, 6-4  | Parcours |
| 2 | 28/10/1968 | Jeux olympiques d'été Mexico      | Terre (ext.) | Or       | Julie Heldman | Peaches Bartkowicz · Valerie Ziegenfuss | 6-0, 10-8 | Parcours |

### En double mixte
| # | Date       | Nom de l'olympiade                | Surface      | Résultat                 | Partenaire    | Ultimes adversaires              | Score    |          |
| - | ---------- | --------------------------------- | ------------ | ------------------------ | ------------- | -------------------------------- | -------- | -------- |
| 1 | 14/10/1968 | Jeux olympiques d'été Guadalajara | Terre (ext.) | 4e place (petite finale) | Pierre Darmon | Jim Osborne · Peaches Bartkowicz | 6-4, 7-5 | Parcours |
| 2 | 28/10/1968 | Jeux olympiques d'été Mexico      | Terre (ext.) | Bronze                   | Pierre Darmon | Teimuraz Kakulia Suzana Petersen | Partage  | Parcours |

## Parcours en Coupe de la Fédération
| #                                                                        | Date       | Lieu            | Surface         | Gagnante(s)                         | Perdante(s)                      | Score         |          |
|                                                                          |            |                 |                 |                                     |                                  |               |          |
| 1968 - 2e tour (groupe mondial) - France - Portugal - 3 : 0              |            |                 |                 |                                     |                                  |               |          |
| 1                                                                        | 23/05/1968 | Paris           | Terre (ext.)    | Rosie Darmon                        | Leonora Peralta                  | 6-2, 6-1      | Parcours |
| 1                                                                        | 23/05/1968 | Paris           | Terre (ext.)    | Rosie Darmon Jeanine Lieffrig       | Maria-Carmen Arnoso Peggy Brixhe | 6-1, 6-2      | Parcours |
|                                                                          |            |                 |                 |                                     |                                  |               |          |
| 1968 - 1/4 de finale (groupe mondial) - France - États-Unis - 1 : 2      |            |                 |                 |                                     |                                  |               |          |
| 2                                                                        | 24/05/1968 | Paris           | Terre (ext.)    | Rosie Darmon                        | Mary-Ann Eisel                   | 7-5, 6-1      | Parcours |
| 2                                                                        | 24/05/1968 | Paris           | Terre (ext.)    | Mary-Ann Eisel Nancy Richey         | Rosie Darmon Jeanine Lieffrig    | 6-4, 4-6, 6-2 | Parcours |
|                                                                          |            |                 |                 |                                     |                                  |               |          |
| 1969 - 2e tour (groupe mondial) - Afrique du Sud - France - 1 : 2        |            |                 |                 |                                     |                                  |               |          |
| 3                                                                        | 22/05/1969 | Athènes         | Terre (ext.)    | Maryna Godwin                       | Rosie Darmon                     | 5-7, 7-5, 6-1 | Parcours |
| 3                                                                        | 22/05/1969 | Athènes         | Terre (ext.)    | Gail Sherriff Rosie Darmon          | Brenda Kirk Maryna Godwin        | 6-4, 6-2      | Parcours |
|                                                                          |            |                 |                 |                                     |                                  |               |          |
| 1969 - 1/4 de finale (groupe mondial) - France - Australie - 0 : 3       |            |                 |                 |                                     |                                  |               |          |
| 4                                                                        | 23/05/1969 | Athènes         | Terre (ext.)    | Margaret Smith Court                | Rosie Darmon                     | 6-1, 6-1      | Parcours |
| 4                                                                        | 23/05/1969 | Athènes         | Terre (ext.)    | Margaret Smith Court Judy Tegart    | Gail Sherriff Rosie Darmon       | 6-1, 6-2      | Parcours |
|                                                                          |            |                 |                 |                                     |                                  |               |          |
| 1975 - 1er tour (groupe mondial) - France - Bulgarie - 3 : 0             |            |                 |                 |                                     |                                  |               |          |
| 5                                                                        | 05/05/1975 | Aix-en-Provence | Terre (ext.)    | Rosie Darmon Florence Guedy         | Diana Moskova Lubka Radkova      | 6-4, 6-3      | Parcours |
|                                                                          |            |                 |                 |                                     |                                  |               |          |
| 1975 - 2e tour (groupe mondial) - France - Hongrie - 2 : 1               |            |                 |                 |                                     |                                  |               |          |
| 6                                                                        | 05/05/1975 | Aix-en-Provence | Terre (ext.)    | Gail Sherriff Rosie Darmon          | Beatrix Klein Éva Szabó          | 7-5, 6-2      | Parcours |
|                                                                          |            |                 |                 |                                     |                                  |               |          |
| 1975 - 1/4 de finale (groupe mondial) - France - Grande-Bretagne - 2 : 1 |            |                 |                 |                                     |                                  |               |          |
| 7                                                                        | 05/05/1975 | Aix-en-Provence | Terre (ext.)    | Gail Sherriff Rosie Darmon          | Glynis Coles Virginia Wade       | 3-6, 6-1, 6-2 | Parcours |
|                                                                          |            |                 |                 |                                     |                                  |               |          |
| 1975 - 1/2 finale (groupe mondial) - France - Tchécoslovaquie - 0 : 3    |            |                 |                 |                                     |                                  |               |          |
| 8                                                                        | 05/05/1975 | Aix-en-Provence | Terre (ext.)    | Martina Navrátilová Renáta Tomanová | Gail Sherriff Rosie Darmon       | 6-4, 6-3      | Parcours |
|                                                                          |            |                 |                 |                                     |                                  |               |          |
| 1976 - 1er tour (groupe mondial) - France - Grande-Bretagne - 0 : 3      |            |                 |                 |                                     |                                  |               |          |
| 9                                                                        | 22/08/1976 | Philadelphie    | Moquette (int.) | Sue Barker Virginia Wade            | Rosie Darmon Gail Sherriff       | 6-3, 6-2      | Parcours |